# Eugenio Zolli
Eugenio Pio Zolli (născut Israel Anton Zoller; n. 27 septembrie 1881, Brodî, Regatul Galiției și Lodomeriei, Austro-Ungaria – d. 2 martie 1956, Roma, Italia) a fost marele rabin al Romei din 1940 până în 1945. În primii ani ai celui de-al Doilea Război Mondial a fost ajutat de papa Pius al XII-lea. Pentru a scăpa de persecuția fascistă s-a ascuns în casa lui Amadeo Pierantoni, un membru catolic al formațiunii de rezistență Giustizia e Libertà⁠(en)[traduceți]. Pe 13 ianuarie 1945, după terminarea războiului, a fost botezat de profesorul Luigi Traglia, naș de botez fiind Augustin Bea. Conversiunea sa la creștinism a stârnit în parte reacții negative, care l-au determinat să se retragă pentru un timp la Universitatea Pontificală Gregoriană.
Numele său de botez a fost ales cu referire la papa Pius al XII-lea, al cărui nume de botez a fost de asemenea Eugenio.